# Comando Estelar Flashman
Choushinsei Flashman (超新星フラッシュマン, Chōshinsei Furasshuman, traduzido como Supernova Flashman e lançado no Brasil como Comando Estelar Flashman) é um seriado televisivo japonês do gênero tokusatsu, pertencente à franquia Super Sentai. Produzido pela Toei Company, foi exibido entre 1º de março de 1986 e 21 de fevereiro de 1987 pela TV Asahi. Estreou no Brasil em 6 de março de 1989 na Rede Manchete, onde ficou até 1992. A partir de 1º de Agosto de 1994 foi ao ar pela Rede Record, ficando até o final de 1995, e com breves reprises em 1996. Já foi também exibida pela CNT, Ulbra TV de Porto Alegre e pela Rede Brasil de Televisão. Em 2020, a série passou a fazer parte do catálogo do serviço de streaming Amazon Prime. Ao todo, possui 50 episódios e 2 curta-metragens.

## História

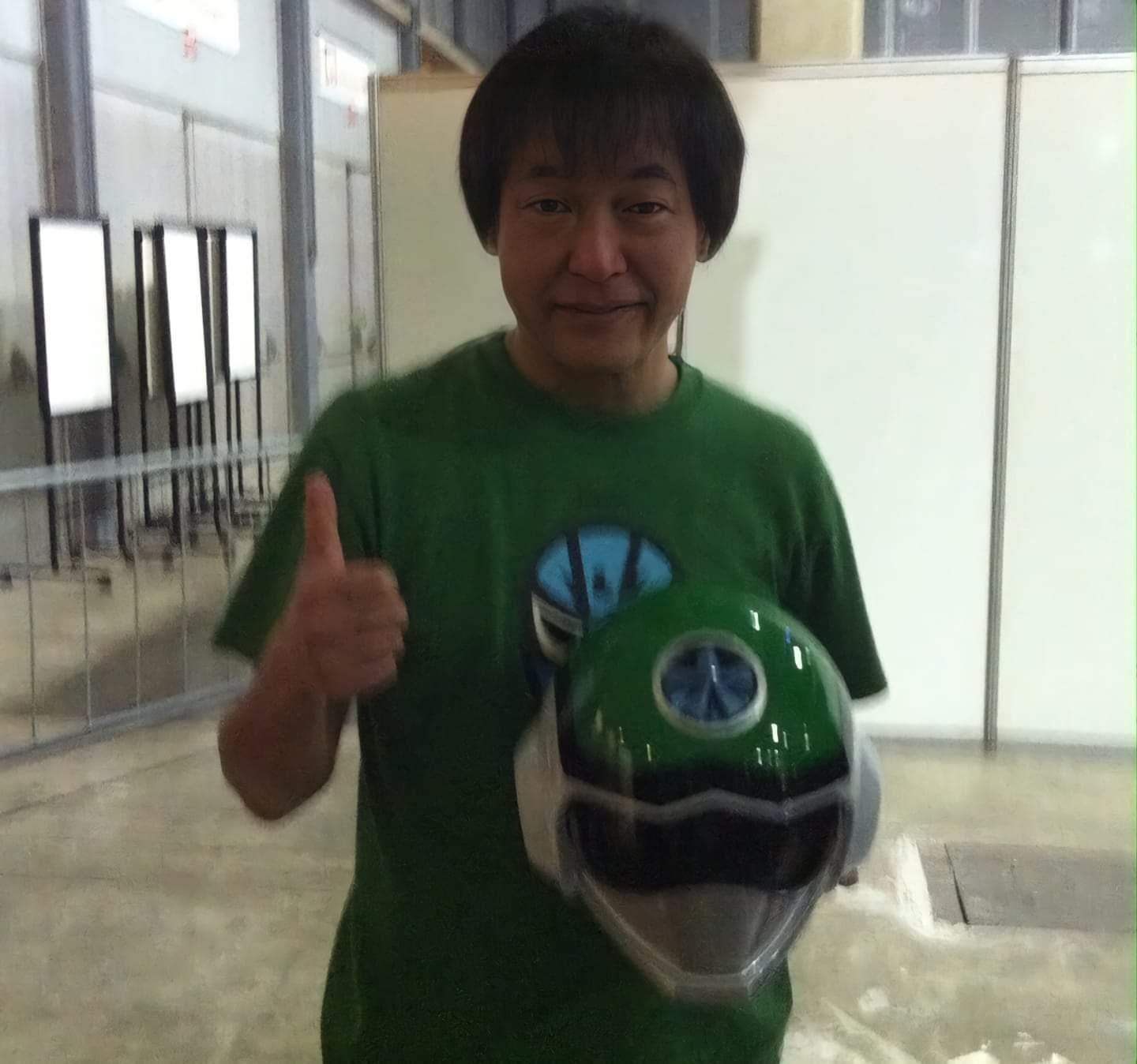
Kihachiro Uemura interpretou o Green Flash

Em 1966, cinco crianças foram raptadas por um grupo alienígena conhecido como Caçadores Espaciais sob as ordens do Império Mess, que queria amostras de seres de todo o Universo, incluindo terráqueos, para seus experimentos biológicos. Essas crianças foram abandonadas sem explicações no Planeta Flash, e o povo do referido planeta, inimigos do Império Mess, as resgataram. As cinco foram criadas e treinadas separadamente, uma no planeta Flash e as demais em cada uma das quatro luas do planeta, enfrentando as condições climáticas mais adversas, com a esperança de que algum dia pudessem derrotar o Império Mess e retornar à Terra para encontrar suas respectivas famílias. Vinte anos se passaram e os cinco jovens recebem a informação que o Cruzador Imperial Mess estaria justamente à caminho da Terra, com a intenção de invadir e conquistar seu planeta natal. Ao saberem disso, os cinco se reúnem no planeta Flash e, desobedecendo as ordens de seus tutores, invadem a Flash Nave e decolam rumo à Terra, para combater a ameaça do Império Mess e seu exército de mutantes.

## Personagens[3]

### Flashman
Jin/Red Flash (ジン/レッドフラッシュ, Jin/Reddo Furasshu)
23 anos. Nascido no dia 22 de novembro de 1963, é o mais velho e líder do grupo. Foi criado no Planeta Flash, o qual reune as severas condições climáticas de todos os satélites do planeta. Com um grande senso de justiça, mesmo nas horas mais críticas incentiva seus companheiros a nunca desistirem da missão. De seu planeta originou-se o poder de inteligência avançada o que lhe permitiu ser grande conhecedor de ciências e máquinas. Raptado aos 3 anos por um caçador espacial, Jin ganhou uma cicatriz nesse evento. Suas armas principais são a Sword Laser (Prism Seiken no original) e o canhão Red Vulcan. Seus ataques são o Trovão de Fogo, Super Corte e Super Vulcão. Red Flash possui também o Sensor Térmico localizado em seu Visor-Combate que lhe permite visualizar qualquer inimigo oculto através do seu calor (utilizou apenas no episódio 03). Do grupo todo é o único a não ter um Projétil.
Dan/Green Flash (ダイ/グリーンフラッシュ, Dai/Gurīn Furasshu)
22 anos. Foi criado no satélite Green Star, onde a gravidade era muito forte e a superfície rochosa. Possui o poder da super-força. Fez amigos como o boxeador Ryuu Wakakusa, que o treinou em suas habilidades de boxeador. Apesar de seu aspecto de durão, Dan é o mais sentimental dos Flashman. Seu visual difere um pouco dos outros parceiros, com o cabelo que lembra um índio, e trajando, na maioria dos episódios, uma camiseta regata escura, deixando constantemente à mostra os pêlos das axilas. Armas principais são as Gloves Laser (Prism Kaiser, no orginal), Knuckle Guards (socos ingleses que usou em um só episódio, sem tradução para o português, possivelmente Soco Projétil) e o canhão Green Vulcan. Seus ataques são a Tempestade Cósmica e o Super Punho.
Go/Blue Flash (ブン/ブルーフラッシュ, Bun/Burū Furasshu)
20 anos, é o mais jovem da equipe. Foi criado no desértico satélite Blue Star, onde eram comuns tempestades magnéticas. Possui a habilidade de subir nas paredes e consegue dar saltos que desafiam a gravidade da Terra, além de ser muito ágil e poder sobreviver por 30 dias sem água. Suas principais armas são o Laser Ball (Prism Ball, no original), Star Darts (Estrela Projétil, versão brasileira) e o canhão Blue Vulcan. Seus ataques são Bola Furacão e Super Furacão.
Sara/Yellow Flash (サラ/イエローフラッシュ, Sara/Ierō Furasshu)
20 anos, foi criada no gélido satélite Yellow Star, onde desenvolveu grande habilidade mental e aprendeu a controlar o ar e seus movimentos. Possui também a habilidade de prever as estratégias do inimigo. Durante as lutas, costuma lançar projéteis em forma de bola contra os inimigos. É a única na série que descobre quem são seus verdadeiros pais. Suas armas principais são o Bastão Laser (Prism Batons, no original), Bolas Projétil (Shocking Beads) e o canhão Yellow Vulcan. Seus ataques são o Bastão Energético, Neve Congelante, Frio Laser e Super Giro (junto com a Pink Flash).
Lu/Pink Flash (ルー/ピンクフラッシュ, Rū/Pinku Furasshu)
20 anos, foi criada no satélite Pink Star. Tem a habilidade de levitar, já que em Pink Star aprendeu a controlar a gravidade do próprio corpo. Suas principais armas são os Shoes Laser (Prism Boots no original), Coração Projétil (Shocking Hearts) e o canhão Pink Vulcan. Seus ataques são o Chute Relâmpago, Chute Dinamite, Super Passo (técnica que permite a ela andar sobre a água), Super Terremoto, Raio Gravitacional e Super Giro (junto com a Yellow Flash).

#### Efeito Flash Negativo
Segredo transmitido a Barak pelo Deus Titan juntamente com o Titan Flash, com a missão de repassá-lo aos Flashman, porém, é morto por Kaura no momento em que tentava contar a Jin sobre um ponto fraco fatal para todos os habitantes do planeta Flash e seus satélites. No episódio 31 os Flashman pensaram que fosse a falta momentânea de seus poderes causada pelo alinhamento do planeta Flash com as suas quatro luas, mas no episódio 45 começam gradativamente a sofrerem os sintomas do efeito Flash Negativo: um terrível efeito colateral que consiste na rejeição progressiva do corpo de qualquer ser criado na Atmosfera do planeta Flash à atmosfera de qualquer outro planeta. Isso inclui água, comida, contato direto com seres vivos (pessoas, animais, plantas, etc.), e até o ar, impossibilitando que eles vivam em qualquer outro planeta. Por conta disso, a batalha final contra La Deus no último episódio é também uma corrida contra o tempo, pois a essa altura os Flashman têm apenas algumas poucas horas para sair da Terra antes que o efeito Flash Negativo os mate.

### Aliados
Mag (マグ, Magu)
Robô branco, projetado pelo povo do planeta Flash, é encontrado vigiando a Flash Nave. De início é hostil com os Flashman, depois que trocaram o seu disco de programação passou a ser o tutor dos Flashman cuidando de sua alimentação e fazendo manutenção nos equipamentos de combate em alguns momentos Mag quem pilota o star condor para ajudar os Flashman principalmente no final da séria quando ele não podiam mas passa um segundo na Terra e os levando diretamente para o planeta Flash.
Doutor Tokimura (時村博士, Tokimura-hakase)'
Cientista e pai de família, teve há 20 anos um de seus filhos capturado por Caçadores Espaciais. Sempre ajuda os Flashman com seus inventos. De início achava que teve um filho que foi raptado, mas nos últimos episódios, descobre que Sara é sua filha.
Setsuko Tokimura (時村節子, Tokimura Setsuko)'
Esposa do Doutor Tokimura. Depois de um choque levado pelo ataque de um monstro guerreiro, recobrou a memória e lembrou que teve uma filha raptada.
Kaori e Midori Tokimura'
Filhas do Doutor Tokimura e de Setsuko Tokimura.
Deus Titan'
Um dos maiores guerreiros do planeta Flash que a 100 anos atrás foi morto em combate contra o Império Mess onde lutou contra Barak que em meio a luta foi terrivelmente encurralado e atacado pelas Naves Combatentes Clone e pelo Cruzador Imperial Mess juntamente com Barak ao qual tornou-se seu aliado e amigo que lhe confiou duas missões entregar o Titan Flash aos Flashman e o segredo sobre o ponto fraco dos Flashman que ocorre com todos criados na atmosfera do planeta Flash e seus quatro satélites.
Barak' (ep. 17-19)
Cria de Keflen, Barak em luta há 100 anos enfrentou Deus Titan, do Planeta Flash, e foi derrotado. Porém teve sua vida poupada e em uma cilada foi traído. Recebeu o Titan Flash de Deus Titan com a missão de entrega-lo aos Flashman. No capítulo 17 surge na Terra adormecido dentro do Titan Flash onde o entrega aos Flashman. É morto no capítulo 19 após ser ferido gravemente por Kaura na tentativa de cumprir a segunda missão dada por Deus Titan de passar um aviso aos Flashman sobre um ponto fraco fatal a todos os seres criados no Planeta Flash.

### Império Mess
- Monarca La Deus (ep.01-49): Soberano do Império Mess, tem origem desconhecida e sua idade é de mais de três séculos. O seu propósito é tornar-se o ser mais poderoso do Universo, e para isso utilizava inúmeras criaturas de vários planetas invadidos ao longo dos séculos pelo Universo afora (no penúltimo episódio, ele menciona que o próprio Keflen foi raptado a trezentos anos). Muito temido por todos os seus subordinados, e aparentemente até respeitado, atua mais como espectador dos planos criados por Kefren e também Kaura. Mas sempre que fica impaciente com os seguintes fracassos, castiga impiedosamente tanto Kefren quanto os guerreiros de Mess. Nos episódios finais, fornece a Kefren, sem maiores explicações, as chamadas biomoléculas líquidas de Zeus para a construção de monstros guerreiros ainda mais poderosos. Kefren descobre que elas se originam do corpo de La Deus, e ao fazer um exame se surpreende ao descobrir também que no passado La Deus foi submetido a inúmeras operações mutantes com o intuito de se tornar o ser mais poderoso do Universo. O próprio La Deus revela que as operações a que foi submetido foram realizadas por um especialista no ramo das mutações, um "gênio da arte" nas palavras de La Deus, um antecessor de Kefren. Nos episódios finais, Kaura e Galdan conseguem entrar no Cruzador Imperial Mess e o destroem provisoriamente. Ele consegue regenerar-se, mas é traído e transformado pelo Doutor Keflen no Monstro Guerreiro La Zeuner. Porém, durante o combate contra os Flashman, ele retorna à forma de La Deus e é obrigado a lutar com os Flashman frente à frente. Ao ser atingido pelo Cosmic Vulcan, sobrevive ao primeiro disparo, mas os Flashman disparam novamente e o corpo do Monarca La Deus não resiste a um segundo disparo e explode, sendo destruído. Em seguida o Doutor Keflen convoca Medusan, que o ressuscita em gigante como La Zeuner, sendo golpeado e morto pela espada Hiper Cosmic Laser do Flash King. Depois disso, suas biomoléculas continuam vivas e o Dr. Keflen as utiliza para criar o gigante monstro La Demos, o mais forte de todos os monstros, que por fim é destruído pelo Gran Titan, após ter destruído o Flash King.
- Doutor Keflen (ep.01-50): Médico Geneticista que através de experiências com biomoléculas cria monstros para destruir os Flashman. Wandar, Nefer, Gals, Urk e Kirt, e também Barak, são suas criações mutantes. O Doutor Keflen afirma categoricamente que "a mutação sintetizada é a arte da vida". Na verdade, Keflen é um terráqueo capturado ainda bebê á 300 anos e submetido a várias operações mutantes, fato revelado no final da série por Kaura e La Deus. Em face de sua derrota, tenta barganhar com os Flashman, dizendo que seu sintetizador pode fazer com que fiquem na Terra. Os Flashman recusam a oferta e o sintetizador é destruído por Yellow Flash. Desesperado com a destruição de seu sintetizador, Kefren comete suicídio tocando o aparelho destruído, causando o colapso do Cruzador Mess, e consequentemente, a morte de Keflen na explosão.
- Wandar/Leh Wanda (ep.01-47): Comandante de campo, assemelha-se a uma zebra alada e foi criado pelo Doutor Keflen reunindo biomoléculas de cinco seres grotescos do Universo, mas muito poderosos. Com a descoberta de Kefren da biomolécula de monstro fantasma, pode se transformar em Wandalo/Wondella, dizendo "Mutação Demoníaca, monstro fantasma Wandalo". Transformado, tem o poder de congelar o tempo por 3 segundos. Diferente de sua colega Nefer, Wandar ataca de forma mais direta e sem planejamento, e, apesar de seu status, é um tanto atrapalhado e cômico, mas também vaidoso e arrogante. Em seu último embate, ataca Red Flash sem se preocupar com o fato de estar esgotando suas últimas forças, até que, já completamente debilitado, seu corpo entra em colapso e explode.
- Nefer/Leh Näfel (ep.01-50): Comandante de campo, também é criação do Doutor Keflen. Sua aparência assemelha-se a uma mulher-leopardo.  Armada de um pequeno bastão, perita em disfarces e ao receber as biomoléculas de Zeus, pôde se transformar em Nefeli (no original Nefelura). Transformada, pode criar ilusões gritando "Visão Infernal" e ainda passa a ter como arma 2 bastões. Dentro do Mess, têm uma grande rivalidade com Wandar. E diferente dele, Nefer ataca de forma mais traiçoeira e menos direta, preferindo pegar os adversários quando estão despreparados. Considera-se filha do doutor Keflen e Wandar como seu irmão mais velho e, no último capítulo, morre para defendê-lo, colocando-se na frente dele quando Red Flash ia golpeá-lo com sua espada e  isso deixou o Doutor Keflen muito furioso.
- Gals (ep.01-28): Comandante de campo, porém menos ativo que seus colegas. Ele lembra um gorila mas de pele azulada, é monstruoso e a fala dele é somente um rugido. Foi destruído no episódio 28 em combate contra o Flashking.
- Urk/Wolk (ep.01-45): Auxiliar de Nefer, Wandar e Gals, chegou a auxilar Kaura no episódio intitulado (Meu Pai, Meu Herói) Tem a aparência de uma mulher-lobo. Morre ao sacrificar a própria vida no episódio intitulado (Deixem a Terra em Paz) deixando-se ser absorvida pelo Monstro Guerreiro Kirtoz (Kirt transformada em monstro guerreiro).
- Kirt/Kilt (ep.01-45): Tal como Urk está auxiliar de Nefer, Wandar e Gals e também chegou a auxilar Kaura no episódio intitulado (Meu Pai, Meu Herói) Tem a aparência de uma mulher-gato. Foi transformada no Monstro Guerreiro Kirtoz e destruída em combate no episódio intitulado (Deixem a Terra em Paz).
- Caçador Espacial (ep.03): Tem sua aparição é somente no episódio intitulado (O Caçador) é um caçador solitário sem identificação que pertence a mesma espécie de Kerao, veste um uniforme de cor preta e tem como arma uma pistola laser, ele cai na Terra com sua Espaçonave, é encontrado pelos Flashman, mas assim que estão identificando a nave e seu tripulante chega a Base Experimental de Mutação Clone e captura o caçador espacial, o Doutor Keflen utiliza o cadáver dele e as moléculas de Nefer para construir um monstro guerreiro de nome Za Zaimoz, que entre combate com os Flashman e é derrotado.
- Kaura|Exterminador do Universo Kaura/Sir Kauler (ep.15-49): É o Caçador das Trevas, junto com seu grupo de seus caçadores espaciais (Baura, Kerao, Hag e Hou), sequestrou os Flashman ainda crianças na Terra há 20 anos. Um homem seguro de si mesmo, Kaura carrega consigo um terrível chicote laser de 15 metros de comprimento e além disso pode disparar raios de seus dedos. Guarda muitos segredos sobre o passado dos Flashman. Possui uma grande rivalidade com Doutor Keflen, que se transforma em guerra no episódio 43, quando Keflen resolve usar os caçadores do grupo de Kaura para criar o monstro Guitan. Mortalmente ferido em combate contra Red Flash, usa suas últimas forças para um ataque kamikaze ao Cruzador Imperial Mess.
- Galdan|Vingador do Universo Galdan (ep.43-48): É o braço direito de Kaura. Aparece pela primeira vez no episódio 43, quando Kaura abre guerra contra Mess. Junto com Kaura deu muito trabalho para os Flashman e ao Cruzador Imperial Mess, até que no episódio 48 é capturado por Nefer e transformado no monstro Galdez pelo Doutor Keflen. e destruído pelos Flashman.
- Caçador Espacial Kerao (ep.15-43): Kerao é um dos participantes do grupo de caçadores espaciais liderado por Kaura, veste um uniforme cor de prata e tem como arma  uma pistola laser entra em conflito com os Flashman várias vezes, até que o Doutor Keflen decide utilizar os caçadores para fazer com que o monstro guerreiro Za Guitan adquirir mais força se tornando gigante sem precisar do apoio do Medusan para crescer, então Go vendo o fato interfere no combate para defender Kerao que tinha feito amizade com algumas crianças, mas no final o caso inverte e Kerao defende Go e o monstro Guitan engole Kerao, ficando gigante e é derrotado pelo Flash King.
- Caçador Espacial Baura (ep.15-44): Baura é mais um dos participantes do grupo de Kaura, veste um uniforme de cor vermelho e tem como arma uma foice que de sua ponta solta alguns raios e capaz de expelir fogo da boca, é transformado em no Monstro Guerreiro Zeus Za Tafmoz e derrotado.
- Caçador Espacial Hag (ep.15-44): Hag é outro dos participantes da trupe, veste um uniforme cor de prata e tem como arma um arco e flecha e ele também é transformado no mesmo Monstro Guerreiro Zeus Za Tafmoz .
- Caçador Espacial Hou (ep.15-44): Hou assim como os veste um uniforme cor de prata e tem como arma dois bumerangues, assim como os demais é um participante ativo do bando de Kaura, e como seus companheiros é transformado no Monstro Guerreiro Zeus Za Tafmoz e tem o mesmo fim dos demais.
- Barak (ep.17,18 e 19): Assim como os outros integrantes do Cruzador Imperial Mess, ele foi criado pelo Doutor Keflen para combater o Guerreiro Titan, durante o combate entre os dois ele perde essa disputa e o Guerreiro Titan pede para que ele abandone o Mess, então o Doutor Keflen decide acabar com os dois, Titan é eliminado e Barak fica escondido na Terra dentro do Robô Gigante o Grand Titan, passa para os Flashman, que o utiliza de forma sensacional contra os gigantes monstros guerreiros. Lutava usando uma alabarda capaz de disparar raios e de teleporte.
- Filhos do Metagás (ep.36): Aparecem somente no episódio intitulado (Bicho Metálico) como diz o nome eles são filhos do Monstro Guerreiro Za Metagás, que ao ingerir o metal, falsamente ele confecciona ouro, mas isso é apenas um estratégia de Kaura para conquistar o Planeta Terra, mas eles acabam sendo destruídos pelos Flashman.
- Pequenos Demônios (ep.37): Aparece apenas no episódio intitulado (Amor nas Trevas) são fantasmas transformados pelo Monstro Guerreiro Za David Jones em Pequenos Monstros que atacam a sociedade, mas os Flashman descobrem o plano de Keflen e acabam com Za David Jones.
- Sibéria (ep.40): Responsável pelos serviços secretos de Mess, ela só aparece somente no episódio intitulado (A Cidade do Terror) é um Cyborg e aparentemente foi criada por Kaura, pois uma cena de flashback que mostra ela junto com ele na infância. Sibéria não trabalha junto com os outros membros de Mess e só se dirige diretamente ao próprio La Deus. Pacata, ela trai Mess e salva Din de um ataque. Depois, sacrifica sua própria vida, explodindo as partes mecânicas de seu corpo para destruir um mecanismo de Mess que pretendia criar milhões de monstros guerreiros de uma só vez.
- Medusan/Kuragen (ep.02-50): Criado pelo Doutor Keflen no episódio 2 tem função semelhante a de Gyodai de Changeman por isso era sempre evocado para ressuscitar agigantando os monstro destruídos pelos Flashman. E diminuía de tamanho ficando minúsculo a ponto de poder ficar sobre o ombro dos componentes do Império Mess já que quando ele aparece para ressuscitar algum monstro é gigantesco. No último capítulo, fundiu-se com os restos mortais de La Deus, formando o monstro Demos.
- Soldados Zolos (ep.01-50): Soldados de Mess, parecidos com formigas, possuem cor vermelha e olhos verdes e lançam uma substancia amarelada semelhante a um fio grosso de seda pela boca que pode derreter os inimigos (usado apenas no primeiro episódio) e com duas enormes garras em sua mão direita. Em determinado momento da série, passam a dizer interjeições ao serem atingidos por socos e golpes em geral.
- Monstros Guerreiros/Juu Senshi (ep.01-43): São monstros de vários tipos (híbridos da terra, alienígenas ou animais mutantes) criados por Keflen através de seu Sintetizador Biomolecular ("Idenshi Shinsesaizaa", que lembra um órgão musical), capaz de criar os mutantes mais perversos e poderosos do universo, só que ao nascer eles são imóveis e inanimados com um buraco no peito. Só começam a se movimentar quando recebem o coração artificial (uma cápsula computadorizada) que lhes davam a programação necessária para as missões. e embora Wandar, Nefer, Urk, Kirt e Gals também seja mutações, eles não ostentam corações artificiais. Diferentes dos monstros espaciais de Changeman, os monstros guerreiros nunca falavam e pareciam ser apenas programados para obedecer às ordens de Mess. Quando eram derrotados pelos Flashman, eram trazidos de volta à vida em forma gigante por Medusan e ficavam com mais de 30 metros de altura, mas os Flashman com suas super máquinas os derrotavam de forma definitiva, com exceção do monstro Za Baraboz, morto em tamanho normal e não agigantado no episódio 1.
- Monstros Guerreiros Zeus (ep. 44-50): Criados a partir do episódio 44 por Keflen com as biomoléculas que se originavam do Monarca La Deus (chamadas na série por Moléculas de Zeus) e geralmente combinadas aos outros integrantes do Cruzador Imperial Mess, incluindo a tripulação de Kaura. Tinham uma força muito superior à dos Monstros Guerreiros comuns e davam mais trabalho para serem destruídos pelos Flashman. No episódio intitulado (De Encontro a La Deus), Keflen transformou o próprio La Deus no Monstro Guerreiro Zeus La Zeuner.
- Za Skonder/Za Zukonda (ep. 15,16 e 24): Este é o monstro guerreiro trazido por Kaura e seus Caçadores Espaciais em sua primeira aparição. Este monstro combateu em dois corpos e destruiu o Flash King através de um ataque suicida. Sua segunda aparição foi quando trancou Sara em uma cápsula pequena. Foi morto por ser encolhido, selado em uma cápsula pequena e comido vivo por um peixe. Mas ainda retorna pela terceira e última vez em forma de fantasma se apoderando do corpo de Gals. Porém, Keflen, para evitar que Gals fosse destruído nesse momento pelos Flashman, recriou o corpo Za Skonder o combinando com o seu espírito. E assim, Za Skonder foi definitivamente destruído pelo Flash King.

### Outros
- Guarda Hiroshi Tachibana (ep.5): Policial que aparece no episódio do monstro Polvus. Desenvolve uma certa relação com Sara e Lu.
- Sayuri (ep. 10): Garota pela qual Dan se apaixona. Era dona de uma floricultura e com o intuito de provocá-lo, Nefer se disfarça da mesma, mas acaba desmascarada por não saber nada sobre flores.
- Yuki (ep. 14): Líder de um grupo de motoqueiras rebeldes, é salva por Go e após todos os apuros possíveis, revê suas atitudes e passa a ser uma garota exemplar, agradecendo a Go por essa sua reviravolta.
- Miram (ep. 21): Miram afirmava ser o irmão de Sara, quando na verdade não era. Com o intuito de provocar Sara, Wandar, Nefer, Kaura e Gals o torturam ao extremo, chegando ao ponto de transplantar um monstro guerreiro em seu corpo, o qual foi destruído sem matá-lo. No final, é mandado para o Planeta Flash para ser tratado.
- Pássaro Imortal (ep. 22): Um ser que viaja pelo universo, restaurando os planetas atacados por Mess. Possui a habilidade de se transformar em qualquer ave. Mess estava em busca do animal apenas para usar suas bio moléculas e daí criar um monstro poderoso.
- Ryu Akakusa (ep. 27): Boxeador, é amigo de Dan. Por conta de sua força, Keflen tentou transformá-lo, sem muito sucesso, no monstro Jagan.
- Sumire (ep. 20 e 37): Ajudou Dan quando corria perigo ao ter contato com ele, fazendo-o acreditar que fosse sua irmã que fora separado antes de ir no planeta Flash. Mas descobre que tinha falecido antes de ter contato com uma das pedras do planeta Flash, Green Star.
- Tropa Infanto-Mess (ep. 23):  Aparecem somente no episódio intitulado (Sonho Dourado) é um grupo de crianças controladas pelo monstro guerreiro Za Nejinki e Nefer para a defesa do Cruzador Imperial Mess e confrontar os Flashman diretamente, mas os Flashman descobrem e desmancham a ilusão sobre eles.

## Armas e equipamentos[3]

### Armas
- Star Laser: Poderosa arma laser que pode mudar para espada e escudo. Perfeita para o combate corpo-a-corpo. Criadas a partir de um material muito resistente e desconhecido, encontrado apenas no planeta Flash. Combinadas podem formar Star Laser Flash Bumerangue, Star Laser Fusão Poderosa Lança e o Super Star Flash.
- Bola Projétil: Utilizado por Sara, consistiam em pequenas bolas amarelas, do tamanho de bolas de gude, e que ao tocarem em algum inimigo explodiam.
- Coração Projétil: Utilizado por Lu, tal como a Bola Projétil era explosiva, só que com o formato de coração. Similar ao Momo Card, usado pela Momoranger em Himitsu Sentai Goranger.
- Estrela Projétil: Utilizado por Go, consiste em shurikens azuis. Diferente da Bola Projétil e do Coração Projétil, não é explosivo e ainda utiliza-o transformado. Geralmente as usa apenas como Blue Flash.
- Soco Projétil: Utilizado por Dan, um par de socos ingleses utilizados para golpear a distância. Como a Estrela Projétil, não era explosivo e podia ser recuperado. Usados apenas no episódio 10.
- Sword Laser: Arma utilizada por Red Flash que consistia de um espada de cristal vermelho. Tem como ataque o Trovão de Fogo.
- Gloves Laser: Par de luvas verdes de cristal que cobrem até os antebraços, é utilizada por Green Flash, e tem como ataque especial a Tempestade Cósmica.
- Laser Ball: Arma não convencional de Blue Flash, onde o poder Flash o cobre em uma forma de bola azul cristalizada, que ricocheteia nas superfícies como as bolas dos jogos de Pinball. Seu ataque é a Bola Furacão.
- Bastão Laser: Par de bastões amarelos de cristal similares a bastões de baliza utilizados por Yellow Flash que podem soltar um poder congelante "Freeze Laser" e um ataque de energia "Bastão Energético".
- Shoes Laser: Utilizada por Pink Flash, consiste em um par de botas de cristal rosa. Tem como ataques especiais o Chute Dinamite, o Chute Relâmpago, e o Super Passo.
- Refração Raio: Raio disparado do prisma localizado na testa do capacete de cada um dos Flashman.
- Vulcan: Canhões utilizados em momentos críticos um para cada Flashman, Red Vulcan, Green Vulcan, Blue Vulcan, Yellow Vulcan e Pink Vulcan o mais diferentes dos cinco é Red Vulcan que é a que tem a base giratória onde os outros quatro se encaixam para formar o Cosmic Vulcan
- Cosmic Vulcan (Rolling Vulcan, no original): Mega canhão giratório de cinco canos. É a arma fatal dos Flashman, formada pela união dos cinco Vulcans com a qual eles destroem os monstros de Keflen. Yellow Flash é quem trava a mira da arma no monstro, conforme o comando de Red Flash dispara um tiro múltiplo concentrado formando uma rajada cósmica multi colorida geralmente destruindo os monstros menos Wandar(no episódio 12 ele recebeu diretamente o disparo do Cosmic Vulcan e sobreviveu) e Monarca La Deus( no episódio 49 ele sobreviveu ao primeiro disparo nesse caso os Flashman tiverão que disparar de novo resultando na destruição do Cosmic Vulcan e de Monarca La Deus)
- Flash Luminoso: É um raio de intensa luminosidade disparado de cada uma das Refrações Flash dos heróis que serve para cegar e atordoar momentaneamente o inimigo. Ao utilizá-lo, os Flashman dizem: 'Flash!'

## Veículos

### Veículos dos Flashman
- Flash Nave (Round Base, no original): Nave espacial gigantesca no formato do robô R2D2 de Star Wars utilizada pelos Flashman como um foguete no primeiro episódio da série para viajar do planeta Flash para o planeta Terra. Durante o decorrer do seriado essa nave é utilizada como base e moradia dos Flashman. Os veículos menores como Star Condor e as cinco Turbo Lasers são guardados em seu interior. Essa nave foi abandonada na Terra pelos Flashman no fim do episódio 50.
- Turbo Laser: Motocicletas para cada um dos Flashman. Cada uma tinha um tipo diferente de arma de disparo. A de Red é Star Vulcan, de Blue Star Míssil, de Yellow Star Raio e de Pink Star Laser. Apenas a de Green nunca teve seu ataque batizado na dublagem brasileira.
- Star Condor: Fortaleza voadora dos Flashman em forma de avião, onde estão os veículos que formam o Flash King: Tanque Comando, Delta Craft e Omega Craft. Sua arma principal é o 'Raio Star Condor'.
- Tanque Comando: Veículo terrestre, pilotado por Red Flash. Utilizado em batalhas contra as Naves Combatentes Clone e monstros agigantados, na formação Flash Cross (momento em que o veículo voa) forma o tronco e a cabeça do Flash King. Suas armas são 2 grandes mísseis localizados em sua parte superior.
- Delta Craft (Jet Delta, no original): Jato pilotado por Green Flash e Yellow Flash. Utilizado nas batalhas aéreas contra as Naves Combatentes Clone e monstros agigantados, na formação Flash Cross forma a perna e o braço direito do Flash King. Sua arma é um grande canhão laser que fica em sua parte inferior.
- Omega Craft (Jet Seeker, no original): Tal como o Delta Craft, também têm o formato de um jato, porém com um disco giratório na parte de cima, servindo como radar (semelhante aos AWACS ou, mais recentemente, AEW ou, a um helicóptero) e como o King Escudo na forma de Flash King.. Utilizado nas batalhas aéreas contra as Naves Combatentes Clone e monstros agigantados, na formação Flash Cross forma a perna e o braço esquerdo do Flash King. É pilotado por Blue Flash e Pink Flash. Suas armas são 2 metralhadoras laser em suas laterais.
- Titan Flash: Originalmente um caminhão gigante com trailer, que estava adormecido e escondido sob uma montanha há 100 anos no planeta Terra, após a morte de Deus Titan, esperando pelos heróis do planeta Flash que tentariam proteger a Terra do Império Mess. Teve o seu piloto automático acionado por ter recebido os sinais de emergência enviados automaticamente pelo Flash King após ele ter sido destruído pelo monstro Za Skonder. Aparece pela primeira vez no episódio 17 com Barak adormecido em seu interior, que após muito custo o entrega aos Flashman, se transforma em Titan Junior e Gran Titan. Titan Flash também pode disparar mísseis.

### Veículos do Império Mess
- Base Experimental de Mutação Clone / Cruzador Imperial Mess: Gigantesca nave em formato de disco voador, com uma enorme torre em sua parte superior e uma enorme escotilha em sua base para  coletar o material biomolecular para as experiências do Doutor Keflen, enviar as Naves Combatentes Clone para as batalhas e também enviar Medusan para ressuscitar e agigantar os monstros abatidos pelos Flashman.
- Naves Combatentes Clone: São naves menores utilizadas nas batalhas de invasão e conquista de planetas. Elas possuem dois modos de combate: aéreo e terrestre, quando utilizam três pernas mecânicas para pousar e andar enquanto lançam raios contra edifícios, pessoas e os veículos de combate dos Flashman.

## Mecha
- Flash King: O principal robô da série, resultante da Formação Flash e da União Flash Cross dos três veículos de combate. Tem como principal arma a espada Cosmic Laser (Cosmo Sword no original), guardada no Star Condor. Com a Cosmic Laser os Flashman destroem os monstros de Mess com o ataque Hiper Cosmic Laser (Super Cosmo Flash no original). Possui também como armas o King-Míssil (disparados de sua barriga), o Soco Atômico (os punhos são lançados como foguetes), o King-Laser (disparado do grande prisma em seu peito) e o King Escudo (formado do disco giratório do Omega Craft). Apenas no episódio 7, disparou do prisma do peito um raio especial chamado de ‘Rainbow Laser’ contra o monstro Galibur. Foi destruído no episódio 15 pelo monstro Za Sconder, porém logo foi reconstruído. Mais tarde, no episódio 50, foi derrotado definitivamente na luta contra o monstro Demos.
- Titan Júnior / Titan Jr (Titan Boy no original): Segundo robô da série, ao comando de Red Flash, "Flash Tan desengatar a base principal", o caminhão se desprende do trailer e se transforma num gigante robô vermelho de estatura baixa. Ele possui uma movimentação comicamente ligeira utilizado no combate corpo a corpo seus ataques são o Canhão Júnior, tiros disparados dos dois tubos de escapamentos um em cada ombro, a Bomba Pneumática, pneus que são arremessados contra o inimigo pelo ar atingindo os monstros ou pelo chão fazendo com que os monstros se escorreguem e caia no chão, e o Golpe Pneumático, um pneu em que o Titan Jr faz aparecer quatro laminas ficando no formato de uma shuriken que ou era arremessado ou utilizado como arma cortante. Titan Junior sozinho não possui arma ou golpe suficientemente forte para matar monstros. Tem muita semelhança com Optimus Prime da série Transformers.
- Gran Titan: Quando o Titan Jr já não consegue mais dar conta do monstro sozinho sendo derrubado em muitas das vezes o Red Flash diz o comando, "Operação Gran Titan!", o trailer levanta e começa se transformar dando a forma de um extremamente imenso robô-armadura, do qual então a parte traseira se abre revelando um enorme compartimento, Titan Jr ligeiramente se levanta começa a correr em sua direção até que o Red Flash diga, "Titan Jr saltar!", o robô dá um imenso salto para dentro do compartimento que se fecha com Titan Jr terminando de se encaixar em seu interior e assim formando o robô mais forte da série. É ele que geralmente destrói os monstros combatidos pelo Titan Júnior com seu golpe fatal o Cosmo Flash (Titan Nova no original), um poderosíssimo raio cósmico disparado de seu peito. É o primeiro robô Super Sentai a não utilizar uma espada como golpe final.

## Lista de episódios
| #  | Título do episódio                                                                                 | Monstro(s) do episódio                                                  | Protagonista(s) ou foco do episódio                                                        |
| -- | -------------------------------------------------------------------------------------------------- | ----------------------------------------------------------------------- | ------------------------------------------------------------------------------------------ |
| 1  | A Terra em Perigo (急げ! 地球を救え, Isoge! Chikyū o Sukue)                                        | Za Baraboz                                                              | Flashman                                                                                   |
| 2  | O Robô Gigante (見たか! 巨大ロボ, Mita ka! Kyodai Robo)                                            | Za Zulkar                                                               | Flashman                                                                                   |
| 3  | O Caçador (宿敵? ハンター!, Shukuteki? Hantā!)                                                     | Za Zaimoz                                                               | Din (Red Flash) e Caçador Espacial                                                         |
| 4  | O Robô Mag (マグは天才ロボ?!, Magu wa Tensai Robo?!)                                               | Za Girai                                                                | Dan (Green Flash) e Mag                                                                    |
| 5  | O Sucesso das Guerreiras (女戦士に御用心!, Onna Senshi ni Go-yōjin!)                               | Za Polvus                                                               | Sara (Yellow Flash), Lu (Pink Flash) e Hiroshi Tachibana                                   |
| 6  | A Super Máquina (ほえろ! マシーン, Hoero! Mashīn)                                                  | Za Saiza                                                                | Din (Red Flash) e Nefer                                                                    |
| 7  | O Balão dos Sonhos (風船よ武器になれ, Fūsen yo Buki ni Nare)                                       | Za Galibur                                                              | Go (Blue Flash)                                                                            |
| 8  | A Família (父よ! 母よ! 妹よ, Chichi yo! Haha yo! Imōto yo)                                         | Za Zigen                                                                | Família Tokimura                                                                           |
| 9  | O Guerreiro do Tempo (時をかける博士, Toki o Kakeru Hakase)                                        | Za Zigen                                                                | Doutor Tokimura                                                                            |
| 10 | A Cilada da Menina (撃て! 花少女の罠, Ute! Hana Shōjo no Wana)                                     | Za Galubri                                                              | Dan (Green Flash) e Sayuri                                                                 |
| 11 | A Mãe do Monstro (ルーは獣戦士の母, Rū wa Jū Senshi no Haha)                                       | Za Power Blue                                                           | Lu (Pink Flash) e Gals                                                                     |
| 12 | Wandar, o Super Vilão (超パワー! ワンダ, Chō Pawā! Wanda)                                          | Za Gilgiz                                                               | Din (Red Flash) e Wandar                                                                   |
| 13 | Guerreiro Intrépido (激闘! 危うしジン, Gekitō! Ayaushi Jin)                                        | Za Gingal                                                               | Din (Red Flash)                                                                            |
| 14 | O Sonho de Go (恋!? ブンとスケ番, Koi!? Bun to Sukeban)                                            | Za Makilas                                                              | Go (Blue Flash) e Yuki                                                                     |
| 15 | O Extermínio do Robô (巨大ロボ破れたり, Kyodai Robo Yaburetari)                                    | Za Skonder(servo de Kaura que num ataque suicida, destrói o Flash King) | Kaura e Medusan                                                                            |
| 16 | A Estratégia (人間ミニミニ作戦, Ningen Minimini Sakusen)                                           | Za Skonder                                                              | Sara (Yellow Flash) e Kaura                                                                |
| 17 | Máquina Enigmática (謎の巨大暴走車!, Nazo no Kyodai Bōsō Kuruma!)                                  | Za Jiraykar                                                             | Din (Red Flash) e Kaura                                                                    |
| 18 | A Reviravolta do Robô (大逆転! 変身ロボ, Dai Gyakuten! Henshin Robo)                               | Za Jiraykar                                                             | Barak                                                                                      |
| 19 | Mensagem Mortal (バラキ決死の伝言, Baraki Kesshi no Dengon)                                        | Za Dreyik                                                               | Din (Red Flash), Barak e Kaura                                                             |
| 20 | A Ressurreição do Robô (復活! 巨大ロボ!, Fukkatsu! Kyodai Robo!)                                   | Za Blue Zass                                                            | Dan (Green Flash) e Sumire                                                                 |
| 21 | Triste Guerreira (悲しみのサラ, Kanashimi no Sara)                                                 | Za Zubaldar                                                             | Sara (Yellow Flash) e Miram                                                                |
| 22 | Pássaro Imortal (不死鳥!, Esu Ō Esu! Fushichō!)                                                    | Za Argos                                                                | Din (Red Flash) e Pássaro Imortal                                                          |
| 23 | Sonho Dourado (お願いドキドキ!, Onegai Dokidoki!)                                                  | Za Nejinki                                                              | Sara (Yellow Flash) e Lu (Pink Flash)                                                      |
| 24 | Férias Secretas (オカルト夏休み, Okaruto Natsuyasumi)                                              | Za Skonder(dessa vez, ele retorna na forma de espírito)                 | Go (Blue Flash) e Gals                                                                     |
| 25 | Fusão-Conversão (急げジン合体不能, Isoge Jin Gattai Funō)                                          | Za Dapiras(Red Flash)                                                   | Din (Red Flash)                                                                            |
| 26 | Abóboras Selvagens (宇宙カボチャ料理, Uchū Kabocha Ryōri)                                          | Za Gourmez                                                              | Lu (Pink Flash) e Iku                                                                      |
| 27 | Golpe da Amizade (ダイ友情のパンチ, Dai Yūjō no Panchi)                                            | Za Jagan                                                                | Dan (Green Flash) e Ryu                                                                    |
| 28 | O Magnífico Gals (壮絶! 炎のガルス, Sōzetsu! Honō no Garusu)                                       | Gals                                                                    | Din (Red Flash) e Gals                                                                     |
| 29 | Abominável Alienigena (妖獣士ワンダーラ, Yōjūshi Wandāra)                                          | Za Swordz                                                               | Go (Blue Flash) e Wandar                                                                   |
| 30 | Diabólica Nefer (怪奇ネフェルーラ, Kaiki Neferūra)                                                 | Za Gun Mel                                                              | Nefer                                                                                      |
| 31 | Guerreiros Indefesos (消えた! 5人の力（パワー）, Kieta! Gonin no Pawā)                             | Za Gloster                                                              | Flashman, Doutor Tokimura e Wandar                                                         |
| 32 | Querido Mascote (すきすきマグすき, Suki Suki Magu Suki)                                            | Za Beenon                                                               | Mag                                                                                        |
| 33 | Meu Pai, Meu Herói (パパは負けない!, Papa wa Makenai!)                                             | Za Urkirt                                                               | Din (Red Flash), Urk e Kirt                                                                |
| 34 | O Destino de Go (激流に消えたブン, Gekiryū ni Kieta Bun)                                           | Za Mazaraz                                                              | Go (Blue Flash)                                                                            |
| 35 | Canção Celestial (星空のデュエット, Hoshizora no Dyuetto)                                          | Za Galabaz                                                              | Sara (Yellow Flash), Lu (Pink Flash) e Wandar                                              |
| 36 | Bicho Metálico (ドッキリ不思議虫, Dokkiri Fushigi Mushi)                                           | Za Metagas                                                              | Din (Red Flash) e Kaura                                                                    |
| 37 | Amor das Trevas (幽霊の初恋, Yūrei no Hatsukoi)                                                    | Za David Jones                                                          | Dan (Green Flash) e Sumire                                                                 |
| 38 | A Hora Fatal (ジンが死ぬ日?!, Jin ga Shinu Hi?!)                                                   | Za Gelakill                                                             | Din (Red Flash) e Kaura                                                                    |
| 39 | Furor da Tempestade (燃えろ怒りのサラ, Moero Ikari no Sara)                                        | Za Menonga                                                              | Sara(Yellow Flash) e Nefer                                                                 |
| 40 | A Cidade do Terror (処刑都市XX作戦, Shokei Toshi Daburu Kurosu Sakusen)                            | Za Seegar                                                               | Din (Red Flash), Kaura e Siberia                                                           |
| 41 | A Infância (子供にされたダイ, Kodomo ni Sareta Dai)                                                | Za Bakros                                                               | Dan (Green Flash) e Setsuko Tokimura                                                       |
| 42 | Não Chore, Guerreira! (泣くな!女戦士, Naku na! Onna Senshi)                                        | Za Diskor                                                               | Sara (Yellow Flash) e Lu (Pink Flash)                                                      |
| 43 | A Revolta de Kaura (カウラーの反逆!, Kaurā no Hangyaku!)                                           | Za Guitan                                                               | Go (Blue Flash), Kerao, Kaura e Galdan                                                     |
| 44 | A Vinda do Monstro Guerreiro (デウス獣戦士出現, Deusu Jū Senshi Shutsugen)                         | Za Tafmoz                                                               | Flashman e Caçadores Espaciais (Baura, Hag e Hou foram transformados no monstro Za Tafmoz) |
| 45 | Deixem a Terra em Paz! (戦士よ地球を去れ, Senshi yo Chikyū o Sare)                                 | Za Kirtoz                                                               | Urk e Kirt                                                                                 |
| 46 | 20 Dias de Vida (たった20日の命!!, Tatta Nijūichi no Inochi!!)                                     | Za Neferuz                                                              | Din (Red Flash) e Nefer                                                                    |
| 47 | O Grito da Morte (ワンダ! 死の絶叫, Wanda! Shi no Zekkyō)                                          | Za Bardoraz                                                             | Din (Red Flash), Doutor Tokimura e Wandar                                                  |
| 48 | Kaura, é o seu Fim! (カウラーの最期!!, Kaurā no Saigo!!)                                           | Za Galdez                                                               | Din (Red Flash), Kaura e Galdan                                                            |
| 49 | De Encontro à La Deus (逆襲ラー・デウス, Gyakushū Rā Deusu)                                        | La Zeuner (Monarca La Deus transformado)                                | Sara (Yellow Flash) e Monarca La Deus                                                      |
| 50 | Adeus, Planeta Terra! (さらば! 故郷の星, Saraba! Kokyō no Hoshi)                                   | Za Demoz                                                                | Flashman e Doutor Keflen                                                                   |
| X  | O sequestro dos Animais (Na cronologia, este episódio especial pode ser colocado entre o 3 e o 14) | Za Garagos                                                              | Flashman e cão Pochi                                                                       |
| X  | A Chegada de Titan Junior (Releitura dos episódios 15 a 18)                                        | Za Jiraykar                                                             |                                                                                            |

## Elenco

### Atores japoneses[7]
- Din / Red Flash: Touta Tarumi / Kazuo Niibori
- Dan / Green Flash: Kihachiro Uemura / Koji Matoba
- Go / Blue Flash: Yasuhiro Ishiwata / Tsutomu Kitagawa
- Sara / Yellow Flash: Yoko Nakamura / Masato Akata
- Lu / Pink Flash: Mayumi Yoshida / Yuichi Hachisuka
- Mag (dublê/voz): Minoru Watanabe / Hiroko Maruyama
- Flash King (dublê): Hideaki Kusaki
- Titan Junior (dublê): Tsutomu Kitagawa
- Dr Tokimura: Akira Ishihama
- Setsuko Tokimura: Tamie Kubota
- Midori Tokimura: Yayoi Satoh
- Kaori Tokimura: Megumi Kiyotou
- Dr Keflen: Kouji Shimizu
- Monarca La Deus (dublê): Hideki Kusada
- Monarca La Deus (voz): Unshō Ishizuka
- Kaura: Jouji Nakata
- Nefer / Diabólica Nefeli: Sayoko Hagiwara / Yoshie Seki, Kaori Kubota
- Wandar / Monstro Fantasma Wandalo: Kazuhisa Hirose / Toshiyuki Kikuchi
- Urk: Miyuki Nagato
- Kirt: Hiroko Kojima
- Gals/Deus Titan/Galdan: Yoshinori Okamoto
- seres do planeta Flash (ep. 1 e 2): Toshiyuki Kikuchi (homem) e Kaori Kikuchi (mulher)
- Guarda Hiroshi (ep. 5): Koji Unogi
- Barak (dublê/voz): Haruki Jyo/Ginga Banjo
- Miran (ep. 21): Kazuoki Takahashi
- Ryuu Akakusa (ep. 27): Ryosuke Umizu

## Trilha sonora
Temas
(de acordo com o álbum "Chou Shinsei Flashman Complete Song Collection")
- Faixa 1 - Chou Shinsei Flashman, por Taku Kitahara (tema de abertura)
- Faixa 2 - Atsui Heart no Spectrum, por Taku Kitahara
- Faixa 3 - Kagayake! Flash King, por Takayuki Miyauchi
- Faixa 4 - Body Action, Dance Janai wa yo, por Yoko Nakamura
- Faixa 5 - Beat wo Awasete Imasugu ni, por Takayuki Miyauchi, Koorogi'73 & SHINES
- Faixa 6 - Flashman Tamashii, por Taku Kitahara
- Faixa 7 - Boku wa Mag, por Yuuko Maruyama
- Faixa 8 - Flashman no Chikai, por Taku Kitahara
- Faixa 9 - Action No.1, por Koorogi'73, SHINES & Takayuki Miyauchi
- Faixa 10 - Fighting Pose, Flashman!, por Taku Kitahara (tema de encerramento)
- Faixa 11 - Heart wa Hibana sa, Flashman, por Taku Kitahara, Koorogi'73 & SHINES
- Faixa 12 - Action No.1 (Disco Version)!, por Koorogi'73 & SHINES

BGM (músicas de fundo)
(de acordo com o álbum duplo "Chou Shinsei Flashman Music Collection")
DISCO 1
- Faixa 1 - Dai Uchuu ~ Flash Sei
- Faixa 2 - Chou Shinsei Flashman (TV SIZE)
- Faixa 3 - Kaizou Jikken Teikoku Mes
- Faixa 4 - Seimei ni Kiken ga Sematteru
- Faixa 5 - Night Walker
- Faixa 6 - 20 Nenme no Kokyou
- Faixa 7 - Prism Flash!
- Faixa 8 - Beat wo Awasete Imasugu ni (INSTRUMENTAL)
- Faixa 9 - Yume no Start Line
- Faixa 10 - Mag wa Suteki na Adviser
- Faixa 11 - Fun! Fun! Prism Life
- Faixa 12 - Ginga no Far Away
- Faixa 13 - Idenshi Synthesizer
- Faixa 14 - An'ya no Juu-Senshi
- Faixa 15 - Ler Nefer & Ler Wanda
- Faixa 16 - Body Action, Dance Janai wa yo (INSTRUMENTAL)
- Faixa 17 - Shizuka Naru Tsuiseki Geki
- Faixa 18 - Kokyou no Muku na Kaze
- Faixa 19 - Night Walker Another
- Faixa 20 - Chou Shinsei Flashman (INSTRUMENTAL)
- Faixa 21 - Flashing, Rolling Vulcan
- Faixa 22 - Kyodai Juu-Senshi, Za Zurulk
- Faixa 23 - Star Condor, Take Off!!
- Faixa 24 - Gattai! Flash King
- Faixa 25 - Itsutsu Hoshi no Chikai
- Faixa 26 - Fighting Pose, Flashman! (TV SIZE)

DISCO 2
- Faixa 1 - Daitei Ra Deus
- Faixa 2 - Ankoku no Hunter, Sar Kauler
- Faixa 3 - Kyodai na Kiki
- Faixa 4 - Flashman no Chikai (INSTRUMENTAL)
- Faixa 5 - Trial Again
- Faixa 6 - Toppakou
- Faixa 7 - Kagayake! Flash King (INSTRUMENTAL
- Faixa 8 - Yuuhi no Requiem
- Faixa 9 - Follow You, Follow Me
- Faixa 10 - Kizuna
- Faixa 11 - Hangeki! Onna Senshi
- Faixa 12 - Goshiki no Prism Action!
- Faixa 13 - Heart wa Hibana sa, Flashman (INSTRUMENTAL)
- Faixa 14 - Ikyou no Kaze
- Faixa 15 - Hijou Naru Mes
- Faixa 16 - Chichi no Aitai! Haha ni Aitai
- Faixa 17 - Kokyou yo! Naze Ore-Tachi wo Kobamu no da
- Faixa 18 - Yuuhi wo Akaku Some, Sar Kauler wa Tatsu!
- Faixa 19 - Action No.1 (INSTRUMENTAL)
- Faixa 20 - Ware no Te ni Seimei wa Aru!
- Faixa 21 - Attack The Flashman
- Faixa 22 - Flash Turn! Titan Boy
- Faixa 23 - Senshi no Kikan
- Faixa 24 - Fighting Pose, Flashman! (INSTRUMENTAL)